# Santa María Ixcatlán
Santa María Ixcatlán (del náhuatl: Llano del algodón) en ixcateco Njani Male Xula (del ixcateco Tjan o Nitján: Sótano, hoyo profundo en la tierra) es una población del estado mexicano de Oaxaca, cabecera del municipio del mismo nombre ubicado al noroeste de la capital del estado en la Región Cañada. Cuenta con 516 habitantes del cual el 47.3% son hombres y el 52.7% son mujeres según el INEGI.

## Toponimia
En Santa María Ixcatlán por ser una zona de tierra árida se da bastante la palma en forma de abanico denominada palmar de Brahea, la palma blanca utilizada para la construcción de los techos de las casas.
El procedimiento consiste en cortar las hojas de palma y dejarlas secar al sol durante tres o cuatro días. Posteriormente, las guardan en cuevas o sótanos, algunos naturales y otros artificiales, construidos a propósito entre las rocas de tepetate, cuya suavidad facilita la creación de agujeros o cuevas. Dentro de estos espacios, las hojas se humedecen y suavizan gracias a los mantos freáticos que conservan la humedad. Además, estos lugares las protegen del calor, lo que permite trabajar con ellas, ya que en la superficie las condiciones no serían adecuadas. Una vez listas, las hojas son trabajadas para su uso final, la mayor parte para artesanías o usos domésticos. 
Debido a la existencia de muchos de estas cuevas o sótanos los antiguos Ixcatecox denominaron como “Naxinandá Tjan” al lugar que hoy ocupa Santa María Ixcatlán. Al cristo venerado en la localidad se le ha conocido antiguamente como “N’ai Tjan” (Padre Sótano), y en español como “Señor de las Tres Caídas”.

## Colindancias
Sus colindantes son al norte con el municipio de Santa María Tecomavaca y San Juan Bautista Cuicatlán; al sur con los municipios de San Juan Bautista Cuicatlán, San Miguel Huautla y San Juan Bautista Coixtlahuaca; al oeste con los municipios de San Juan Bautista Coixtlahuaca, San Miguel Tequixtepec y Santa María Tecomavaca.
Ocupa el 0.20% de la superficie del estado.

## Organización política
El ayuntamiento es conformado por 5 personas: 
- Presidente Municipal
- Síndico Municipal
- Regidor de Hacienda
- Regidor de Obras y Educación
- Regidor de Salud

Estos cargos duran 3 años; auxiliados por un secretario municipal, tesorero municipal y policías, ellos son nombrados por un año lectivo.
El estado de Oaxaca es pionero en materia de gobernanza indígena pues en su constitución local otorga reconocimiento a los pueblos indígenas. Por ello Santa María Ixcatlán ha conservando un sistema de usos y costumbres lo que significa que se rigen por un sistema cultural propio, eligiendo sus autoridades en asamblea general conformada por todos los mayores de 18 años y no por el sistema electoral convencional mexicano. Fue hasta 2016 que se permitió la participación de las mujeres quienes estaban relegadas por el simple hecho de ser mujeres, esto fue por la presión que ejerció IEEPCO; por eso actualmente participan en la elección.
La elección puede ser de manera directa o por ternas; debiendo considerar a personas que ya hayan desempeñado cargos que les permitieron conocer sus usos costumbres, comenzando por policías, representantes de la iglesia y de ahí con los demás cargos. Además de ser padrinos o mayordomos de cualquier festividad religiosa.
En las asambleas y asuntos importantes del pueblo se le da un lugar preferencial a los “principales”; se les denomina a las personas que han sido autoridades y que se han ganando el respeto por su desempeño y servicio. Siendo los idóneos para consultar qué solución se le da a los problemas que se presenten en la comunidad.
El comisariado de bienes comunales es otro organismo que funciona en la comunidad, quienes están al pendiente de todos los problema agrarios y está conformado por un presidente, secretario y tesorero, cada uno con sus respectivos suplentes; también hay un consejo de vigilancia integrado de la misma manera que el comisariado y son los encargados de vigilar los campos así  como los recursos y su manejo adecuado.
Todos los acuerdos son tomados en asamblea general y los habitantes de Ixcatlán no los pueden desacatar.

## Leyendas
En la comunidad de Santa María Ixcatlán, distrito de Teotitlán de Flores Magón, Oaxaca; cuentan que hace muchos años la pobreza reinaba en esta comunidad, desesperados de tantas malas horas de angustia y hambre, suplicaban que la tierra fuera fértil, en una tarde cuando la tranquilidad se apoderaba de todo el pueblo llegó a la comunidad un hombre grande, fuerte, quien portaba una bolsa que para todos era un misterio ya que la cuidaba y no la dejaba para nada, pero había avisado que era un regalo muy especial para la comunidad, que la sacaría de la miseria y pobreza. En esta comunidad se fabrica el exquisito mezcal, de repente apareció un hombre extraño que llegaba de la comunidad de Tepelmeme de Morelos, quien lo invitó a tomar y a celebrar el encuentro que habían tenido; ambos contaban sus hazañas que habían tenido a lo largo de su caminar por esta tierra. al paso del tiempo el hombre extraño de Tepelmeme observó que sansón ya se encontraba ahogado en el alcohol y aprovechó la ocasión para robar el contenido que tenía la bolsa que tanto cuidaba. Huyendo con ella para su comunidad. Al despertar sansón se dio cuenta de que solo portaba su bolsa unas cuantas semillas de dátiles los cuales regó por todo el territorio Ixcateco; y fue así como surgió la palma, convirtiéndose en el pilar de su economía, siendo el tejido del sombrero parte identitaria de la comunidad hasta nuestros días. Y cuentan que el hombre extraño que se llevó lo demás regó las semillas a la entrada de su comunidad donde florecen diversas plantas frutales, conocido este paraje como la huerta de Tepelmeme.

### Tesoro ixcateco
Cuentan las personas de mayor edad que en la época de los carrancistas y zapatistas se oían rumores de que llegaban al pueblo de Santa María Ixcatlán, sin embargo sabían que saqueaban las casas, se llevaban el ganado para alimentación de la tropa; en pocas palabras levantaban todo lo que encontraban. El pueblo se organizó y acordó guardar todos los objetos de valor que había en la iglesia. La imagen que veneran en esta comunidad es muy milagrosa y debido a eso posee grandes riquezas. Nombraron una comisión encargada de recoger, contar y llevar las riquezas a un lugar apartado de la comunidad. Caminaron unas horas y al fin dieron con el lugar apropiado, ahí cavaron un hoyo donde depositaron todas las riquezas, incluyendo una túnica lindísima del señor. Los carrancistas y zapatistas a su paso por ixcatlan saquearon todo lo que encontraban,de ahí también se origina que debido a eso las personas ixcatecas cavaron cuevas en la tierra para mantener fresca la palma y resguardarse de la gente mala que llegaba. También a su paso dejaron solo huellas que se pueden encontrar en algunos lugares de la comunidad( casquillos, monedas, espadas). Transcurrió el tiempo y al pasar toda la revuelta el pueblo decidió ir por el tesoro que habían guardado. Grande fue su sorpresa que al llegar no dieron con el lugar donde lo habían depositado, dieron vueltas para un lado, vueltas para otro y el lugar jamás aparecía, cuentan que el dueño del lugar se apropio de él y lo escondió para que nadie lo pueda encontrar jamás.